# Maradu
Maradu es una ciudad censal situada en el distrito de Ernakulam en el estado de Kerala (India). Su población es de 44704 habitantes (2011). Se encuentra a 6 km de Cochín y a 73 km de Thrissur.

## Demografía
Según el censo de 2011 la población de Maradu era de 44704 habitantes, de los cuales 22176 eran hombres y 22528 eran mujeres. Maradu tiene una tasa media de alfabetización del 97,16%, superior a la media estatal del 94%: la alfabetización masculina es del 98,30%, y la alfabetización femenina del 96,04%.